# CAN FD
CAN FD（Controller Area Network Flexible Data-Rate，直譯為彈性資料率的控制器區域網路）是在電子儀器以及控制系統中，傳輸感測器資料以及控制資訊的网络传输协议。此協議是ISO 11898-1控制器區域網路（CAN）的擴展版，用在高性能的車輛中。CAN FD是由罗伯特·博世公司在2011年發展，在2012年推出，配合現代電子控制器（ECU）的需求，將資料率擴展到5Mbit/s，是原來CAN標準的五倍，也允許較大的資料頁框（最大到64位元組（byte），是原來CAN標準的8倍），其CRC欄位也由15位元提昇到17或21位元（bit），以提昇其安全性。
CAN FD協定是設計來傳送及接收感測器資訊、控制命令，並且可以偵測感測器、控制器及單晶片之間通訊時的通訊錯誤。CAN FD一開始是設計給高性能的車輛電子控制器使用。不過因為標準CAN協定已普遍使用在不同產業中，這些產業也開始使用CAN FD，例如機器人、國防、工業自動化、水下載具、醫療設備、航太設備，以及鑽井感測器等。

## 和傳統CAN的差異
CAN FD和傳統CAN的主要差異就是彈性資料率（Flexible Data-Rate、FD）的特點，電子控制器使用CAN FD時，可以動態的切換到不同的資料率，也可以切換為較大或是較小的訊息長度。CAN FD的新增機能包括動態選擇資料率及訊息長度，因此可以用相同時間長度的CAN封包內，傳送更多的訊息。相較於傳統的CAN通訊，較快的資料率以及較大的訊息量都對系統的運作有幫助，電子控制器接收感測器訊息以及傳送控制訊息的速度更快。CAN FD多半會用在現代高性能汽車的電子控制器中。現代的汽車內，當引擎運作時，或是車輛行進中，可能有超過70個電子控制器用CAN FD來交換資訊。
CAN FD支援11位元以及29位元的訊息ID，每一個CAN頁框（frame）的實際資料量可以超過傳統CAN限制的8位元組，最大可到64位元組。CAN FD的資料率（每秒可以傳輸的位元數）最大可以到傳統CAN的5倍。CAN FD通訊協定也有其他性能的提昇，例如比較容易偵測接收到CAN訊息的錯誤，也可以用軟體動態選擇較快或是較慢的資料率。在同一個CAN網路上的一些感測器可以用較快的速率傳送實際資料，有些感測器則用較慢的速率傳送實際資料。CAN BUS是用二條線連接感測器、控制器及電子控制器。其最快速率會受到CAN電氣條件及組態（例如節點個數、總線長、或是其他電磁因素）的影響，因此這些因素也會影響CAN FD可達到的最快速率。

## 訂定CAN FD標準的供應商
訂定CAN FD標準的供應商包括有意法半導體、英飞凌科技、恩智浦半导体、德州仪器、Kvaser、戴姆勒及通用汽车等。

## 外部連結
- CAN FD - A Simple Intro (Incl. Efficiency & Bit Rate Calculator)（页面存档备份，存于）
- Comparing CAN FD with Classical CAN（页面存档备份，存于）
- CAN FD: From Theory to Practice（页面存档备份，存于）
- CAN Bus Protection : Protect What Protects You（页面存档备份，存于）
- ITREAD01 CAN FD簡介
- 德州儀器 TI推出首款整合 CAN FD控制器和收發器的系統基礎晶片 （页面存档备份，存于）
- 旺群儀器 一分鐘瞭解CAN FD（页面存档备份，存于）